# Le Pavillon Noir
Pour les articles homonymes, voir Pavillon noir.
Le Pavillon Noir est une salle de spectacles d'Aix-en-Provence, conçue par l'architecte Rudy Ricciotti en 1999. Elle a été inaugurée en octobre 2006.

## Histoire
Le Pavillon Noir a été construit entre 2004 et 2006, destiné à accueillir le Ballet Preljocaj, la compagnie de danse contemporaine d'Angelin Preljocaj qui a choisi de s'implanter à Aix-en-Provence dans le cadre d'un Centre chorégraphique national.
Le bâtiment ressort par son originalité architecturale, qui contraste avec le reste de la ville.
Ce parallélépipède rectangle de 3 000 m2 fait 27 mètres de haut ainsi que 18 mètres de large. Il est composé de quatre salles de répétitions pour le Ballet Preljocaj qui se situent dans la partie supérieure du pavillon. La scène de spectacle (de 17 m × 14,5 m) au contraire se situe en sous-sol et peut accueillir jusqu'à 386 spectateurs. Le centre chorégraphique accueille tout au long de l'année des ballets contemporains de toutes origines.
Le pavillon est composé de béton armé brut de couleur noire, et de verre.

## Architecture
Rudy Ricciotti a été récompensé du Grand prix national de l'architecture 2006 pour cette création. Il avait en 1990 créé le Stadium de Vitrolles (« une salle de rock en béton brut, accompagnés ponctuellement de lumières rouges » ), dans la même région. À l'inverse du Pavillon Noir, Rudy Ricciotti a également réalisé le Pavillon Blanc à Colomiers dans la banlieue toulousaine, qui abrite une médiathèque et un centre d'art.
Angelin Preljocaj qualifie le Pavillon Noir d'« une armature de fer et de béton habillant une peau de verre ».